# Parti des cadres de la construction
Le Parti des cadres de la construction ou Parti des bâtisseurs, transliteration de Hezb-e Kaargozaaraan-e Saazandegi (en persan : حزب کارگزاران سازندگی), est un parti politique d'Iran, fondé par plusieurs membres du gouvernement lors de la présidence d'Akbar Hashemi Rafsanjani. Le parti est considéré comme l'un des soutiens les plus importants à Rafsandjani et à ses politiques.
Ce parti fut fondé en 1996 par ses anciens partisans et lança en juin 2006 un journal du même nom, Kargozaran.
Le secrétaire général du parti est Gholamhossein Karbaschi, un ancien maire de Téhéran.

## Histoire
Lors de l'élection présidentielle de 2021, le parti des cadres de la construction décide de soutenir Abdolnaser Hemmati, mais seulement trois jours avant le scrutin.